# Un refugio para el amor
Un refugio para el amor (no Brasil: Um Refúgio Para o Amor) é uma telenovela mexicana produzida por Ignacio Sada Madero para Televisa e exibida pelo Las Estrellas entre 6 de fevereiro a 23 de setembro de 2012, substituindo Esperanza del corazón e sendo substituída por Corona de lágrimas. 
Original de Delia Fiallo, é um remake da telenovela venezuelana La Zulianita produzida em 1976, adaptada por Georgina Tinoco e Nora Alemán.
Foi protagonizada por Zuria Vega e Gabriel Soto, com as atuações estelares de Zaide Silvia Gutiérrez e Brandon Peniche, e antagonizada por Jessica Coch, Laura Flores, Roberto Blandón, Frances Ondiviela, Claudio Báez e os primeiros atores Humberto Elizondo e Lucía Guilmáin.

## Enredo
Esta é a história da jovem e bela Luciana Jacinto, e de todos os obstáculos e surpresas que o destino lhe trará na busca de um final feliz para ela e sua família.
A menina chega à cidade do México fugindo do chefe de sua cidade natal, San Francisco el Alton. Don Aquiles é um homem mau que é obcecado por Luciana e nunca se cansou de incomodá-la e assediá-la. Por esta razão, ela é forçada a fugir do lugar, tendo que deixar para trás sua mãe, Dona Paz, que acaba de ser viúva, e seu irmãozinho Lorenzo.
Luciana, depois de um começo não muito agradável na cidade grande, consegue um emprego como servente na casa dos milionários Torreslanda. Lá ele conhece Patricio, o segundo filho da família, que estava tetraplégico devido a um terrível acidente durante uma escalada nas montanhas. Patricio e Luciana logo se tornam grandes amigos, e Hannah, a filha mais nova do Torreslanda, também imediatamente se solidariza com a garota.
Lá vem Rodrigo, o filho mais velho, um jovem bonito que tem a fama de ser Don Juan e que está comprometido com Clara, uma jovem frívola e ambiciosa. Rodrigo, ao conhecer Luciana, começa a sentir uma forte atração pela garota simpática, bonita e simples. Mas nem todos na casa de Torreslanda estão felizes com a presença de Luciana. A mãe da família, Roselena, não aguenta Luciana, assim como Clara, que já percebeu que Rodrigo sente mais que uma atração por ela. O moço finalmente reconhece seu amor por Luciana, que é bem retratado, e decide finalmente romper com Clara para se casar secretamente com ela.
Mas Clara e Roselena não ficarão de braços cruzados. As mulheres inescrupulosas fazem Rodrigo acreditar que Luciana é apenas uma novata e também uma mentirosa, já que há uma queixa contra ela, porque antes de chegar na casa Torreslanda trabalhava em um clube decadente e um dia ela atacou um dos clientes. Rodrigo acaba sucumbindo às mentiras de sua mãe e ex-namorada e, embora Luciana tente se defender, Rodrigo a expulsa de sua casa e de seu lado.
A jovem, desconsolada, não tem para onde ir, mas por sorte encontra o advogado que leva o caso da queixa contra ela, Cláudio Linares, que lhe oferece todo o apoio e compreensão. Mas esse vínculo de amizade entre os dois é algo muito mais forte do que ambos imaginam, já que Cláudio é, na realidade, pai biológico de Luciana, e tem seus próprios motivos de vingança contra o Torreslanda: Maximino, o pai da família no passado, acusou Cláudio de uma fraude que ele nunca cometeu, e aproveitou a sentença de 20 anos de prisão que Claudio recebeu para privá-lo de sua propriedade, além de Roselena que deu Luciana a Paz, que na época era a esposa do jardineiro Galdino.
Luciana ignora todos esses fatos, mas a verdade mais cedo ou mais tarde virá à luz, assim como a inevitável reunião entre Luciana e Rodrigo, que nunca deixou de amá-la. Ambos podem construir um refúgio para o seu amor, apesar das intrigas de Roselena, Clara e Maximino para alcançar seu final feliz?

## Elenco
- Zuria Vega  - Luciana Jacinto Flores / Luciana Linhares Talancón
- Gabriel Soto - Rodrigo Torreslanda Fuentes-Gil
- Jessica Coch - Clara Villavicencio Williams / Clara Villavicencio de Torreslanda
- Laura Flores - Roselena Fuentes-Gil de Torreslanda
- Roberto Blandón - Máximino Torreslanda
- Zaide Silvia Gutiérrez - Paz Flores viúva de Jacinto
- Frances Ondiviela - Julieta "Julie" Williams viúva de Villavicencio
- Luz María Jerez - Constanza Fuentes-Gil viúva de San Emeterio
- David Ostrosky - Cláudio Linhares
- Humberto Elizondo - Aquiles Trueba Tajonar
- Aleida Núñez - Violeta Ramos / Coral
- Brandon Peniche - Patrício Torreslanda Fuentes-Gil
- José Carlos Ruiz - Galdino Jacinto
- Angelina Peláez - Sabina
- Socorro Bonilla - Madalena "Magda" Ramos
- Harry Geithner - Oscar Gaitán
- Maricruz Nájera - Matilde
- Lucía Guilmáin - Brígida
- Óscar Bonfiglio - Padre Honesto
- Yula Pozo - Estela
- José Antonio Ferral - Jerônimo
- Erik Díaz - Lorenzo Jacinto Flores
- Ilean Almaguer - Jana Torreslanda Fuentes-Gil
- Paul Stanley - Aldo San Emeterio Fuentes-Gil
- Tania Lizardo - Melissa San Emeterio Fuentes-Gil
- Francisco Rubio - Fabiano
- Sachi Tamashiro - Vicky
- Julián Huergo - Bóris
- Ricardo Vera - Dr. Moisés
- Chóforo Padilla - Seu Serápio Resende
- Claudio Báez - Sr. Lastra
- Kelchie Arizmendi - Norma
- Roberto Miquel - Iván
- Ceci Flores - Rosa Maria
- Nora Salinas - Aurora Talancón de Linhares
- Mauricio Mejía - Mirko
- Nicolás Chunga - Ariche #1
- Erick Fernando - Ariche #2
- Ana Isabel Torre - Lula
- Araceli Rangel - Valentina
- Aryana Méndez - Fernanda
- Eduardo Carbajal - Gabriel
- Salvador Ibarra - Marcos
- Rafael del Villar - Marcial
- Jaime Lozano - Bernardo Barrera
- Pilar Escalante - Carola
- Úrsula Montserrat - Ofélia
- Eduardo Cuervo - Polo
- Sugey Abrego - Serena
- Pepe Olivares - Procópio
- Dacia Arcaráz - Flor
- Lucero Lander - Dra. Hauser
- Teo Tapia - Juiz Díaz del Olmo
- Adriana Laffan - Juíza
- Daniela García - Mariana "Marianinha"
- Sarah Barlondo - Aranza
- Dolores Salomón "Bodokito" - Lúcia
- Fede Porras Jr. - Rodrigo
- Fernanda Sasse - Alexia
- Fernando Robles - Pedro
- Eugenio Cobo - Juiz Manríquez de Anda
- Marius Biegai - Médico
- Jaiver - Lauro
- Evelyn Solares - Monja
- Ángeles Balvanera - Rosário "Charito"
- Gabriel de Cervantes - Jorge
- Lupita Lara - Chuy
- Salvador Sánchez - Don Chelo
- Aarón Hernán - Juiz do casamento de Rodrigo e Gala
- Cristina Obregón - Rosa Elena "Roselena" Fuentes-Gil de Torreslanda (jovem)
- Estefanía Villarreal - Tamara
- Fernanda Ruizos - Joaquina
- Natalie Quintero - Iliana
- Milia Nader - Secretária

## Exibição

### No México
Foi reprisada na íntegra pelo seu canal original de 25 de março a 8 de novembro de 2019, substituindo Fuego en la sangre e sendo substituída por Qué pobres tan ricos, ao meio-dia e, posteriormente, às 13h30.

### No Brasil
Foi exibida pelo canal pago TLN Network, com áudio dublado em português de 19 de novembro de 2018 a 5 de julho de 2019, substituindo A Que Não Podia Amar e sendo substituída por Amores Verdadeiros.
Foi exibida pelo SBT, de 26 de junho a 19 de dezembro de 2023, em 127 capítulos, com uma nova dublagem, substituindo Três Vezes Ana e sendo substituída por Minha Fortuna é Te Amar às 18h30. A trama enfrentou um período de crise nos bastidores dos estúdios Rio Sound, responsável pelas dublagens das novelas mexicanas exibidas em TV Aberta no Brasil e para os países de língua portuguesa desde 2010, devido à polêmica da escalação da dubladora oficial da personagem Roselena (Laura Flores), que acabou ficando com Izabel Lira ao invés de Juraciara Diácovo, que tradicionalmente dublava as personagens da atriz mexicana desde a década de 90, o que gerou protesto dos telespectadores, além de denúncias com as condições dos dubladores.

## Audiência

### México
Estreou com uma média de 14.8 pontos. Sua menor audiência é de 10 pontos, alcançada em 6 de abril de 2012, uma Sexta Feira Santa. Já sua maior audiência é de 21.7 pontos, alcançada em 21 de setembro de 2012. Seu último capítulo teve média de 20.4 pontos. Obteve um rating promédio (média geral) de 17 pontos.

### Brasil
Estreou com 4,3 pontos, segundo os índices consolidados do Kantar IBOPE Media, referentes à Região Metropolitana de São Paulo. A novela teve a estreia menos assistida da faixa de novelas da tarde desde a reinauguração em 2010. O segundo capítulo registrou 3,8 pontos. Em 4 de julho, registrou seu primeiro recorde com 4,8 pontos. Repetiu a mesma marca no dia 7 de agosto, sendo inclusive a atração mais assistida do SBT nesse período. No dia 15, registrou 5,1 pontos, chegando a 5,6 de pico. Em 30 de novembro bate recorde com 5,3 pontos. Em 14 de dezembro registrou 5,4 pontos, sendo essa a sua maior audiência.
O último capítulo registrou 5 pontos, sendo o terceiro menor desfecho da faixa II, mas teve a melhor média desde A Desalmada. Fechou com a média geral de 4,3 pontos, ficando com 0,1 ponto abaixo de sua antecessora e sendo a menor média do horário das 18h30.

## Versões
- La Zulianita, produzida por Jose Enrique Crousillat para Venevisión em 1977. A telenovela foi dirigida por Gracio d'Angelo e  protagonizada por Lupita Ferrer, José Bardina e Chelo Rodriguez.
- María de nadie da produzida por Crustel S.A. em 1986, uma versión na Argentina que contou com uma adaptação de Federico Pagano. A telenovela foi produzida e dirigida por Roberto Denis, protagonizada por Grecia Colmenares, Jorge Martínez e Cecilia Cenci.
- Maribel, foi outra versão venezuelana porém modificada pela Venevisión, no ano 1989, protagonizada por Tatiana Capote, Luis José Santander e Lilibeth Morillo.
- Morelia, foi uma versão feita em conjunto pela Televisa e Univisión em 1995, com uma adaptação de Ximena Suárez, ambientada em Miami. Foi dirigida por Grazio D'Angelo, produzida por Malu Crousillat, protagonizada por Alpha Acosta, Arturo Peniche e Cecilia Bolocco.

## PremioTvyNovelas 2013
| Categoria                 | Indicados       | Resultados |
| ------------------------- | --------------- | ---------- |
| Melhor Atriz Protagonista | Zuria Vega      | Indicado   |
| Melhor Ator Protagonista  | Gabriel Soto    | Indicado   |
| Melhor Ator Juvenil       | Brandon Peniche | Indicado   |